# Apple Lisa
Le Lisa (officiellement pour Local Integrated Software Architecture, bien que Steve Jobs reconnût plus tard que c'était en honneur à sa fille Lisa Brennan-Jobs) est un ordinateur personnel lancé par Apple en 1983. Il s'agit de l'un des premiers ordinateurs personnels à posséder une souris et une interface graphique. Celle-ci était inspirée de celle des stations de travail Xerox. L'idée du Lisa était d'augmenter la productivité en rendant les ordinateurs plus faciles à utiliser. Le projet Lisa démarra en 1978. Steve Jobs, cofondateur d'Apple, participa à son développement jusqu'en 1982, date à laquelle il rejoignit le projet Macintosh. Son code source a été publié en 2018.

## Historique
Le Lisa fut lancé le 19 janvier 1983 pour un prix de 9 995 dollars (

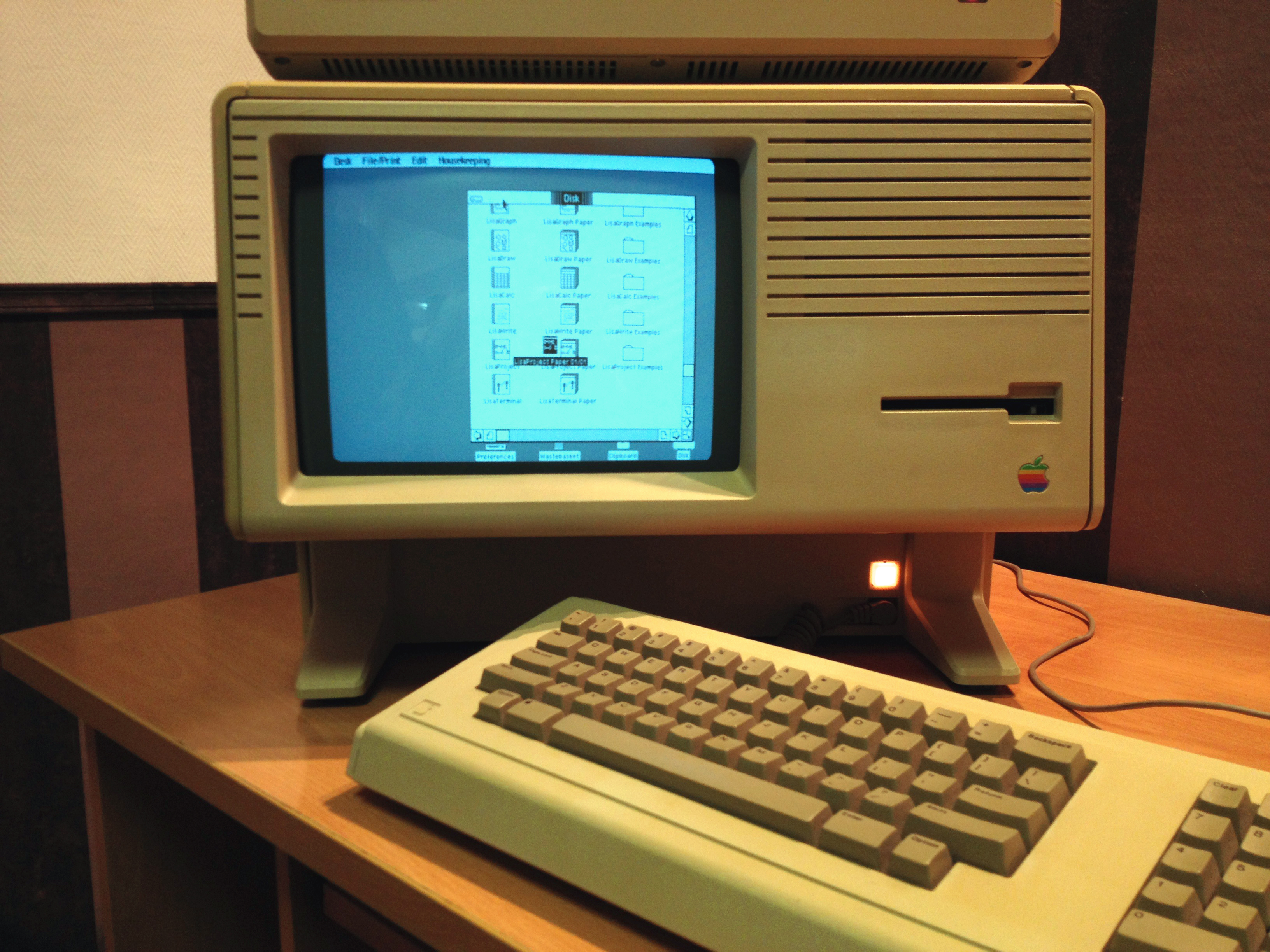
Apple Lisa en fonctionnement

25657 dollars actuels, 70 200 francs en France, soit 24 500 euros de 2022). Il utilisait un processeur Motorola 68000 à 5 MHz, avait 1 Mo de RAM, un disque dur externe de 5 Mo et deux lecteurs de disquettes 5,25" de 871 ko. Son système d'exploitation était Lisa OS, qui utilisait le multitâche coopératif, fonction inconnue des ordinateurs personnels de l'époque, qui a été utilisé depuis le système 0.0 (1984), jusqu'au système 9.0 (1999). Cette fonction était en partie responsable de la lenteur de la machine.
Malgré son caractère révolutionnaire pour l'époque, le Lisa fut un énorme échec commercial pour Apple, en raison essentiellement de son prix très élevé. Il permit néanmoins de développer les bases du futur Système 1 pour le Macintosh. L'ingénieur système Bill Aktinson qui a travaillé sur la conception des deux ordinateurs a d'ailleurs indiqué « Sans Lisa, il n'y aurait jamais eu de Mac. ».
Un an plus tard, l'annonce du premier Macintosh avec des fonctionnalités plus faibles (pas de multitâche) mais pour un quart du prix, ajoute au Lisa la fonction de machine de développement logiciel pour le Macintosh (ceci en particulier grâce à sa capacité en RAM de 1 Mo et son disque dur que n'avait pas le Macintosh).

« Macintosh est le moins cher, avec 192 ko de mémoire centrale [128 ko de RAM + 64 ko de mémoire morte]. Sa taille et son poids le rendent transportable. Il est surtout destiné à une utilisation clé en main. On peut bien sûr programmer sur Macintosh, mais généralement l'élaboration de logiciels se fera sur Lisa qui offre une plus grande aisance de programmation. »

—  Science et vie micro, n° 9, septembre 1984, p. 96
Les Lisa fonctionnant encore sont devenus aujourd'hui des objets de collection, dont la valeur peut monter à plusieurs milliers d'euros.
Le nom « Lisa » vient de Lisa Brennan-Jobs, la fille de Steve Jobs. Il nomma ce projet ainsi peut-être par sentiment de culpabilité dû au fait qu'il avait rejeté sa fille. Jobs le nia pendant plusieurs années mais finit par le confirmer plus tard. Née en 1978, son personnage apparaît dans le téléfilm Les Pirates de la Silicon Valley, qui relate les débuts de la micro-informatique aux États-Unis ainsi que dans le film Steve Jobs.

## Lisa II

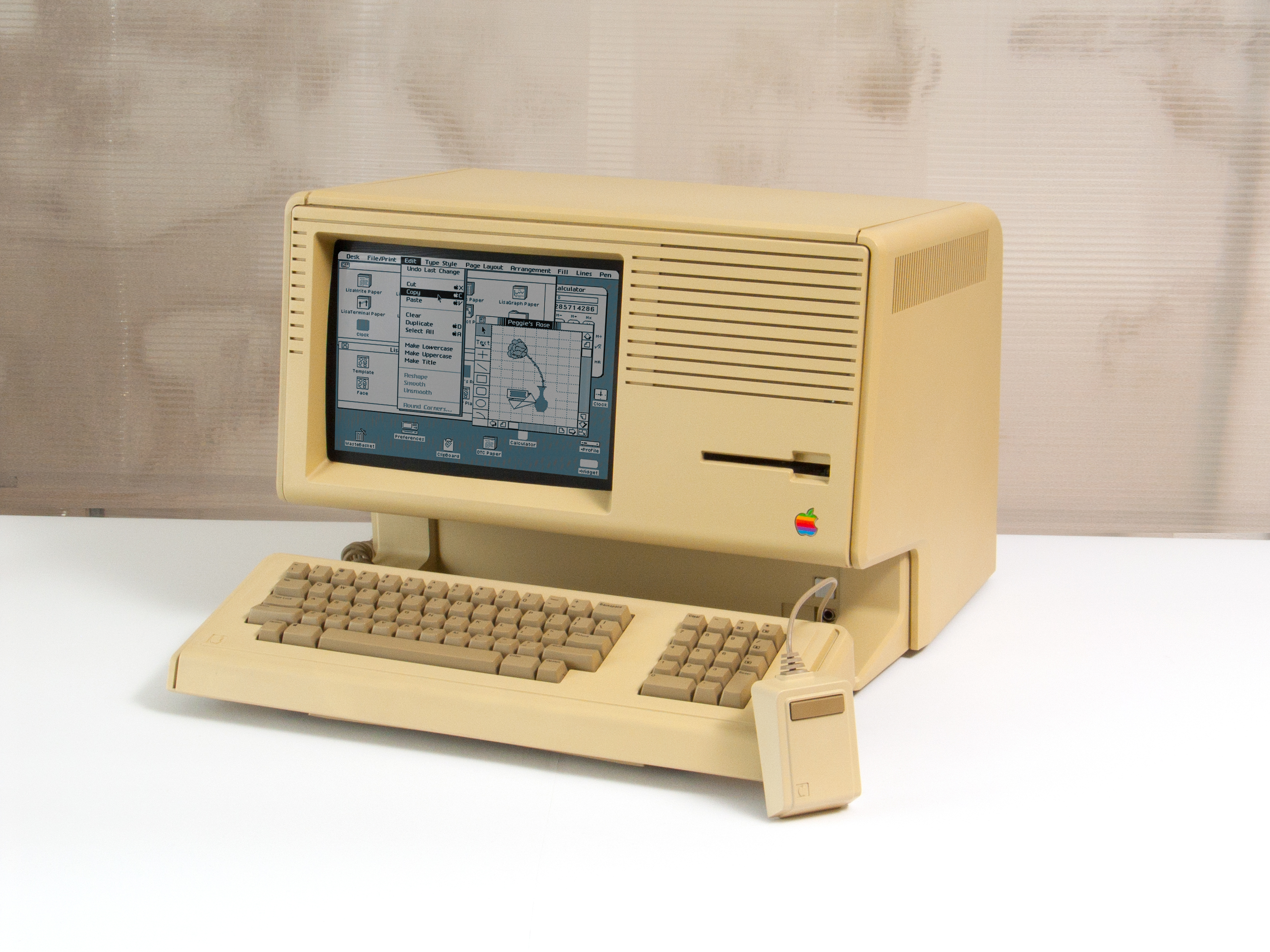
Apple LISA II maquillé en Macintosh-XL

En même temps que la sortie du Macintosh, en janvier 1984, le Lisa fut remplacé par le Lisa 2. Celui-ci possédait un lecteur de disquette 3,5" de 400 ko au lieu des deux lecteurs 5,25" de 871 ko. Des versions avec disques durs de 5 Mo et 10 Mo furent commercialisées sous les noms de Lisa 2/5 et Lisa 2/10.
En janvier 1985, le Lisa 2/10 fut doté d'un émulateur Macintosh et renommé en Macintosh XL. La production de cet ultime modèle pris fin le 15 mai 1985.